# Abraham Lincoln, a vámpírvadász (film)
Az Abraham Lincoln, a vámpírvadász (eredeti cím: Abraham Lincoln: Vampire Hunter) 2012-ben bemutatott amerikai dark fantasy akció-horror Timur Bekmambetov rendezésében, az azonos című 2010-es regény alapján. A forgatókönyvet a regény írója, Seth Grahame-Smith és Simon Kinberg írta. A főszerepben Benjamin Walker látható, a visszatérőekben pedig Dominic Cooper, Anthony Mackie, Mary Elizabeth Winstead, Rufus Sewell és Marton Csokas. Abraham Lincoln valójában az Egyesült Államok 16. elnöke volt (1861-1865), a film és a regény szerint pedig titkos vámpírvadász.
A film producere Tim Burton, Bekmambetov és Jim Lemley volt. A filmezés Louisianában zajlott 2011 márciusában és a film 3D-ben debütált 2012. június 20-án az Egyesült Királyságban és 2012. június 22-én az Egyesült Államokban. A film vegyes kritikát kapott, melyben dicsérték az akciójelenetekért és az eredetiségért, de bírálták a túlságosan komoly hangért, a túlzott CGI-ért és a sietésért.
Magyarországon 2012. augusztus 9-én debütált, az InterCom Zrt. forgalmazásában.

## Cselekmény
Mindenki hallott Abraham Lincoln-ról, tetteiről, az egyik oldaláról azonban csak kevesen. Az elnök kilencedik életévében az anyja meghalt. Később megtudja, hogy egy vámpír okozta a halálát. Ezért kitűzi célul, hogy levadássza őket. Találkozik Henryvel, aki rádöbbenti, hogy nem egyszerű bosszúállásról van szó, Lincoln-nak küldetése van. Henry támogatásával Lincoln a legnagyobb vámpírvadásszá válik.

## Szereposztás
- Benjamin Walker mint Abraham Lincoln, egy titkos vámpírvadász, aki az Egyesült Államok 16. elnöke és a főszereplő (Pál Tamás)
  - Lux Haney Jardine mint Abraham Lincoln fiatalon
- Dominic Cooper mint Henry Sturges, Lincoln vámpírvadászati mentora, egykori vadász és vámpír, aki elvesztette a feleségét és az emberségét a vámpírok miatt. (Szatory Dávid)
- Anthony Mackie mint William Johnson, Lincoln legkorábbi és legjobb barátja (Varga Gábor)
  - Curtis Harris mint Will fiatalon
- Mary Elizabeth Winstead mint Mary Todd Lincoln, Lincoln felesége (Gáspár Kata)
- Rufus Sewell mint Adam, az 5000 éves vezetője egy vámpírrendnek (Barabás Kiss Zoltán)
- Martin Csokas mint Jack Barts, egy ültetvényes és a vámpír, aki megölte Lincoln anyját (Bede-Fazekas Szabolcs)
- Jimmi Simpson mint Joshua Speed, Lincoln barátja és asszisztense (Széles László)
- Joseph Mawle mint Thomas Lincoln, Lincoln apja
- Robin McLeavy mint Nancy Lincoln, Lincoln anyja (Czirják Csilla)
- Erin Wasson mint Vadoma, Adam nővére
- John Rothman mint Jefferson Davis
- Cameron M. Brown mint William Wallace Lincoln, Abraham és Mary harmadik fia
- Frank Brennan mint Jeb Nolan szenátor
- Jaqueline Fleming mint Harriet Tubman
- Alan Tudyk mint Stephen A. Douglas, egy amerikai politikusa Illinois-nak. (Schnell Ádám)

## Gyártás
Az Abraham Lincoln: Vampire Hunter-t először 2010 márciusában jelentették be, amikor Tim Burton és Bekmambetow párosult a filmvásárlási jogokhoz és finanszírozták a fejlesztést önmaguk. A könyv szerzőjét, Seth Grahame Smith-et felvették forgatókönyv-írónak. A Fox megkapta a filmhez a következő októberben.
2011 januárjában Bekmambetow lett a rendező, Walker pedig megkapta Abraham Lincoln szerepét. Legyőzte Adrian Brody-t, Josh Lucas-t, James D'Arcy-t és Oliver Jackson-Cohen-t a szerepért. További szerepeket osztottak a következő februárban. A forgatás 2011 márciusában kezdődött, Louisianában. A film költségvetése 99.5 millió $ volt és 3D-ben gyártották.

## Bemutató
Az Abraham Lincoln, a vámpírvadász-t a tervek szerint 2011. október 28-án mutatták volna be 2D-ben és 3D-ben, de ez eltolódott 2012. június 22-re. A film premierje New York-ban volt június 18-án.

### Fogadtatás
A film általában vegyes kritikát kapott. 2014. november 9-én a Rotten Tomatoes jelentése szerint a "rotten" pontszáma 35%, 181 vélemény alapján, átlagos pontszáma 4.9/10. A konszenzus úgy szól, hogy a filmnek "szabad stílusa van, de túlságosan komoly hangú, nem gúnyolódik a maga határozottan buta előfeltételeivel, így érzéketlen keveréke az összetevőknek". Emanuel Levy az EmanuelLevy.com-on írta, hogy "Bár ez eredeti, ez egy megerőltető dolog, hogy összekapcsolják a két műfajt". A film "vegyes vagy átlagos" pontszámot ért el a Metacritic-on, 35 értékelés alapján.
Richard Corliss a Times magazinban írta, hogy "a történelmi eposz és a szörnyes film párhuzamos sávon fut, időnkénti ütközéssel, de nem következetes egységet alkotnak".

### Bevétel
Az Abraham Lincoln, a vámpírvadász  37,519,139 $ bevételre tett szert a hazai mozikban és 78,952,441 $ bevételre a nemzetközi piacon. Világszerte 116,471,580 $ bevételt nyert.

### Otthoni média
Az Abraham Lincoln, a vámpírvadász-t kiadták DVD-n és Blu-ray-en az Egyesült Államokban és Kanadában 2012. október 23-án.

## Elismerései
| Év   | Díj                | Kategória                                                                 | Jelölt           | Eredmény | Forr. |
| ---- | ------------------ | ------------------------------------------------------------------------- | ---------------- | -------- | ----- |
| 2013 | Young Artist Award | Best Performance in a Feature Film – Supporting Young Actor Ten and Under | Cameron M. Brown | Jelölve  | [ 6 ] |

## Magyar változat
A szinkront a Mafilm Audio Kft. készítette.
Magyar szöveg: Heltai Olga
Hangmérnök: Fék György
Rendezőasszisztens és vágó: Kajdácsi Brigitta
Gyártásvezető: Fehér József
Szinkronrendező: Csörögi István
Bemondó: Bozai József
Moziforgalmazó: InterCom Zrt.